# Wydział Metali Nieżelaznych Akademii Górniczo-Hutniczej w Krakowie
Wydział Metali Nieżelaznych AGH (WMN) – jeden z 18 wydziałów Akademii Górniczo-Hutniczej im. Stanisława Staszica w Krakowie. Siedziba wydziału znajduje się w pawilonie A-2 AGH przy al. Adama Mickiewicza 30. Jedyny tego typu wydział w Polsce.

## Historia
Wydział Metali Nieżelaznych został utworzony w 1962, jako dziewiąty w Akademii Górniczo-Hutniczej. Jego powstanie związane było z rozpoczęciem eksploatacji złóż miedzi w Polsce oraz z rozwojem produkcji aluminium i cynku. Twórcą wydziału był prof. Aleksander Krupkowski. W skład nowego wydziału weszło 8 katedr.
W 1969 strukturę wydziału oparto na dwóch instytutach: Metalurgii Metali Nieżelaznych oraz Przeróbki Plastycznej i Metaloznawstwa, podzielonych na zakłady.
Instytuty zlikwidowano w 1991 powracając do podziału wydziału na katedry i zakłady.

### Dziekani
Lista dziekanów WMN:
- Władysław Ptak (1962 – 1966)
- Zdzisław Zembura (1966 – 1969)
- Zbigniew Było (1969 – 1972)
- Jerzy Bazan (1972 – 1978)
- Zygmunt Kolenda (1978 – 1981)
- Jerzy Sędzimir (1981 – 1984)
- Zygmunt Kolenda (1984 – 1985)
- Józef Zasadziński (1985 – 1987)
- Borys Mikułowski (1987 – 1990)
- Antoni Pasierb (1990 – 1996)
- Józef Zasadziński (1996 – 2002)
- Wojciech Libura (2002 – 2005)
- Krzysztof Fitzner (2005 – 2012)
- Maria Richert (od 2012 – 2017)
- Tadeusz Knych (od 2017 – nadal)

## Struktura
Wydział składa się z następujących jednostek:
- Katedra Fizykochemii i Metalurgii Metali Nieżelaznych
- Katedra Przeróbki Plastycznej i Metaloznawstwa Metali Nieżelaznych
- Katedra Nauki o Materiałach i Inżynierii Metali Nieżelaznych

## Kierunki i specjalności
Obecnie wydział kształci studentów na następujących kierunkach i specjalnościach:
Metalurgia
specjalności:
- Metalurgia i recykling metali nieżelaznych
- Przeróbka plastyczna
- Metale szlachetne w przemyśle i jubilerstwie

Inżynieria Materiałowa
specjalności:
- Inżynieria materiałów metalicznych
- Materiałoznawstwo metali nieżelaznych
- Modern Materials Design and Application (specjalność  w j. angielskim)

Zarządzanie i Inżynieria Produkcji
specjalności:
- Inżynieria produkcji i zastosowanie metali nieżelaznych
- Materiały i technologie w systemach elektroenergetycznych

Zajęcia w ramach specjalności prowadzone są na studiach II stopnia.

## Władze
- dziekan: prof. dr hab. inż. Tadeusz Knych
- prodziekani:
  - dr hab. inż. Beata Smyrak
  - dr hab. inż. Beata Leszczyńska-Madej
  - dr hab. inż. Remigiusz Kowalik

## Koła naukowe
Przy wydziale działają:
- Studenckie Koło Naukowe Metalurgów "De Re Metallica"
- Studenckie Koło Naukowe Przeróbki Plastycznej i Metaloznawstwa Metali Nieżelaznych
- Studenckie Koło Naukowe Materiałoznawców "Tytan"
- Studenckie Koło Naukowe "Doskonalenie jakości"
- Studenckie Koło Naukowe "ForMat"
- Studenckie Koło Naukowe "Hexagon"
- Studenckie Koło Naukowe Zarządzania i Inżynierii Produkcji "LIDER"